# Violante Farnese
Violante Farnese (1539 o 1540 – 1586) è stata una nobildonna italiana, per matrimonio duchessa di Poli e di Guadagnolo.

## Famiglia di origine: i Farnese di Latera
Figlia di Galeazzo I Farnese, primo duca di Latera e della sua seconda moglie, Isabella dell'Anguillara. 
Il padre apparteneva al ramo cadetto della celebre famiglia, quello che si era originato da Bartolomeo, uno dei fratelli di Ranuccio il Vecchio, il capostipite dell'altro ramo cui appartenne papa Paolo III e da cui discesero i duchi di Parma e Piacenza.
La madre era figlia di Giuliano dell’Anguillara e di Girolama Farnese, sorella di Paolo III, questo fece di Violante una pronipote del papa e legata ai congiunti di lui; in particolare fu intima di Clelia Farnese, figlia del cardinale Alessandro. 
Ebbe vari fratelli: Girolama, che sposò Alfonso Sanvitale, Battista, poi moglie di Mattia da Varano, Giulia, che sposò Pier Francesco II (detto Vicino) Orsini e infine Pier Bertoldo II, secondo duca di Latera alla morte di Galeazzo I.

## Duchessa di Poli
Nel 1548 sposò Torquato Conti duca di Poli e di Guadagnolo da cui ebbe quattro figli, Costanza, Lotario II, Carlo e Appio II. 
Durante le numerose assenze del marito, incaricato di varie missioni militari, resse con oculatezza i feudi di Poli e Guadagnolo, così come, dopo la morte di lui, avvenuta il 2 settembre 1572, assunse la tutela e la curatela dei figli. In tale veste, il 5 ottobre 1572, firmò con i quattro massari di Poli – cioè i rappresentanti della comunità polese Antonio Camilli, Offitio de Offiti, Giovanni di Petruccio, Mariano Saccomandi – un documento in cui «per evitar liti, fastidi, e controversie che possono nascere tra Padroni e Vassalli» venivano stabiliti sia gli obblighi della comunità nei confronti del duca, sia i diritti dei paesani: il documento è molto importante poiché Poli, a differenza di altre località, anche infeudate, non aveva propri statuti («non apparisce alcuna memoria») che regolassero i rapporti tra il feudatario e il popolo, e quindi la carta, redatta sulla base di una «antiquata consuetudine», fece assumere forza di legge normativa per entrambe le parti a quest’ultima.
La duchessa Violante «fu donna pia, caritatevole, generosa e inclinata anch’essa come Torquato e i Farnesi suoi congiunti, alla munificenza».
Nel 1578 chiamò nel suo feudo di Poli i Minori conventuali cui donò la chiesa e il convento di Santa Maria a Sant'Angelo in Monte Fagano.
Poco fuori di Poli, sulla via per Casape, fece costruire la chiesa della Pietà, forse su progetto del Vignola o di qualcuno dei suoi allievi, o più convincentemente di Carlo Francesco Lambardi; per l’altare maggiore, commissionò a Adriano Schirati il gruppo marmoreo, poco più grande del naturale, rappresentante la Madonna addolorata con Gesù morto sulle ginocchia, ispirata allo stesso soggetto michelangiolesco della basilica vaticana.
La duchessa non ne vide il completamento, poiché morì nel 1586. Fu sepolta nella chiesa di Santo Stefano a Poli.

## Discendenza
Ebbe quattro figli:
- Costanza; sposò il marchese Giovanni Domenico de Cupis, da cui ebbe
  - Francesco de Cupis
  - Clelia (o Cleria) de Cupis, sp. Evandro Conti, del ramo di Valmontone;
- Lotario II (m. 1635), duca di Poli e di Guadagnolo;
- Carlo (1556-1615), vice-legato ad Avignone; vescovo di Ancona; cardinale;
- Appio II (1558-1593), militare.

## L'equivoco sulla paternità
Intorno alla paternità della duchessa, esiste un equivoco persistente che parrebbe dovuto ad una errata interpretazione di una frase contenuta nell’opera Memorie Storiche di Poli con molte notizie inedite della celebra famiglia Conti, di monsignor Giuseppe Cascioli in cui lo studioso, pur affermando chiaramente che la Farnese era figlia di Galeazzo I, duca di Latera, la definisce «pronipote di Paolo III», intendendo con tale espressione che il papa fosse il prozio e non il bisnonno. Così che in saggi storiografici successivi essa è identificata come figlia di uno dei nipoti del papa, figli cioè del figlio Pierluigi, ovvero Ottavio Farnese o il fratello di lui Orazio. Se consideriamo che Violante contrasse matrimonio nel 1548, dobbiamo escludere che fosse figlia di Ottavio Farnese: è infatti impossibile che il duca, all’età di soli ventiquattro anni – era nato nel 1524 – potesse avere una figlia già in età da marito; tale osservazione vale tanto di più per Orazio che nel 1548 aveva soltanto sedici anni. Ottavio Farnese ebbe sì una figlia di nome Violante, ma nel 1548 non era ancora nata, nacque nel 1555 e solo in tempi recenti si è chiarito il qui pro quo.

## Ascendenza
|                                                                    |                                   |                            | Genitori                    |  |  | Nonni |  |  | Bisnonni                 |  |  | Trisnonni      |  |
|                                                                    |                                   |                            |                             |  |  |       |  |  | Bartolomeo (Meo) Farnese |  |  | Pietro Farnese |  |
|                                                                    |                                   |                            |                             |  |  |       |  |  | Bartolomeo (Meo) Farnese |  |  | Pietro Farnese |  |
|                                                                    |                                   | Pentesilea Dolci           |                             |  |  |       |  |  | Bartolomeo (Meo) Farnese |  |  |                |  |
| Pier Bertoldo Farnese                                              |                                   |                            |                             |  |  |       |  |  | Bartolomeo (Meo) Farnese |  |  |                |  |
|                                                                    |                                   | Violante Monaldeschi       | …                           |  |  |       |  |  |                          |  |  |                |  |
|                                                                    |                                   | Violante Monaldeschi       | …                           |  |  |       |  |  |                          |  |  |                |  |
|                                                                    |                                   | Violante Monaldeschi       | …                           |  |  |       |  |  |                          |  |  |                |  |
| Galeazzo Farnese                                                   |                                   | Violante Monaldeschi       |                             |  |  |       |  |  |                          |  |  |                |  |
|                                                                    |                                   | Francesco dell’Anguillara  | Everso II dell'Anguillara   |  |  |       |  |  |                          |  |  |                |  |
|                                                                    |                                   | Francesco dell’Anguillara  | Everso II dell'Anguillara   |  |  |       |  |  |                          |  |  |                |  |
|                                                                    |                                   | Francesco dell’Anguillara  | Francesca Orsini            |  |  |       |  |  |                          |  |  |                |  |
| Battistina dell’Anguillara                                         |                                   | Francesco dell’Anguillara  |                             |  |  |       |  |  |                          |  |  |                |  |
|                                                                    |                                   | Lucrezia Farnese           | Ranuccio Farnese il Vecchio |  |  |       |  |  |                          |  |  |                |  |
|                                                                    |                                   | Lucrezia Farnese           | Ranuccio Farnese il Vecchio |  |  |       |  |  |                          |  |  |                |  |
|                                                                    |                                   | Lucrezia Farnese           | Agnese Monaldeschi          |  |  |       |  |  |                          |  |  |                |  |
| Violante Farnese, sp. Torquato Conti, duca di Poli e di Guadagnolo |                                   | Lucrezia Farnese           |                             |  |  |       |  |  |                          |  |  |                |  |
|                                                                    | Giovanni Battista dell’Anguillara | Giuliano dell’Anguillara   |                             |  |  |       |  |  |                          |  |  |                |  |
|                                                                    | Giovanni Battista dell’Anguillara | Giuliano dell’Anguillara   |                             |  |  |       |  |  |                          |  |  |                |  |
|                                                                    | Giovanni Battista dell’Anguillara | …                          |                             |  |  |       |  |  |                          |  |  |                |  |
| Giuliano dell’Anguillara                                           | Giovanni Battista dell’Anguillara |                            |                             |  |  |       |  |  |                          |  |  |                |  |
|                                                                    |                                   | …                          | …                           |  |  |       |  |  |                          |  |  |                |  |
|                                                                    |                                   | …                          | …                           |  |  |       |  |  |                          |  |  |                |  |
|                                                                    |                                   | …                          | …                           |  |  |       |  |  |                          |  |  |                |  |
| Isabella dell’Anguillara                                           |                                   | …                          |                             |  |  |       |  |  |                          |  |  |                |  |
|                                                                    |                                   | Pier Luigi Farnese Seniore | Ranuccio Farnese il Vecchio |  |  |       |  |  |                          |  |  |                |  |
|                                                                    |                                   | Pier Luigi Farnese Seniore | Ranuccio Farnese il Vecchio |  |  |       |  |  |                          |  |  |                |  |
|                                                                    |                                   | Pier Luigi Farnese Seniore | Agnese Monaldeschi          |  |  |       |  |  |                          |  |  |                |  |
| Girolama Farnese vedova di Puccio Pucci                            |                                   | Pier Luigi Farnese Seniore |                             |  |  |       |  |  |                          |  |  |                |  |
|                                                                    |                                   | Giovannella Caetani        | Onorato III Caetani         |  |  |       |  |  |                          |  |  |                |  |
|                                                                    |                                   | Giovannella Caetani        | Onorato III Caetani         |  |  |       |  |  |                          |  |  |                |  |
|                                                                    |                                   | Giovannella Caetani        | Caterina Orsini             |  |  |       |  |  |                          |  |  |                |  |
|                                                                    |                                   | Giovannella Caetani        |                             |  |  |       |  |  |                          |  |  |                |  |